# Praha-Vyšehrad (výhybna)
Praha-Vyšehrad (do roku 1942 Vyšehrad), nebo též Výh Praha-Vyšehrad, je výhybna na adrese Svobodova ulice 2, v pražské čtvrti Vyšehrad, u hranice s Novým Městem, na tzv. Pražské spojovací dráze mezi hlavním a smíchovským nádražím vedoucí Nuselským údolím v Praze 2. Do roku 1960 šlo o železniční stanici. Po rekonstrukci zabezpečovacího zařízení v roce 2014 není obsazena výpravčím a je dálkově ovládána ze stanice Praha-Smíchov.
Eklektická hlavní budova bývalého nádraží byla postavena kolem roku 1906 na základech z roku 1874, s průčelím do Svobodovy ulice 2, a byla vyhlášena kulturní památkou, již řadu let chátrá, stejně jako památkově chráněné stavědlo 2. Památkově chráněná dřevěná čekárna byla v roce 2008 protizákonně zbourána.
V roce 2024 byla oznámena změna majitele budovy. Novým vlastníkem se stala developerská firma, která zde plánuje vybudovat 170 mikrobytů o rozloze kolem 20 metrů čtverečních.

## Historie
Pražská spojovací trať císaře Františka Josefa I. byla otevřena roku 1872 mezi hlavním Františkovým nádražím a Smíchovem. Její provizorní budova byla postupně rozšiřována, roku 1882 byla dobudována spojka od Vyšehradu do nádraží Nusle-Vršovice vedoucí Nuselským údolím podél Botiče. (Roku 1883 byl Vyšehrad připojen k Praze.) Do roku 1888 jezdily po trati pouze nákladní vlaky. Začátkem 20. století byla trať zdvojkolejněna.
Nádraží na přelomu let 1904–1905 nahradilo dosavadní zastávku na základě požadavku ředitelství Císařsko-královských státních drah.
V roce 1948 se osobní vlak po odjezdu z Vyšehradu srazil ve Vinohradském tunelu s posunujícím dílem, kvůli čemuž několik osob zemřelo. V roce 1964 se u nádraží stala nehoda, jejímž následkem vlak vjel do zahrady kamenické dílny.
V roce 1960 přestalo nádraží sloužit jako železniční stanice, nově se jednalo o výhybnu. V roce 2014 byla ve výhybně provedena rekonstrukce zabezpečovacího zařízení, které je nyní[kdy?] ovládáno dálkově z dopravní kanceláře stanice Praha-Smíchov, ale umožňuje i místní řízení pomocí desek nouzových obsluh.[zdroj?]

## Popis

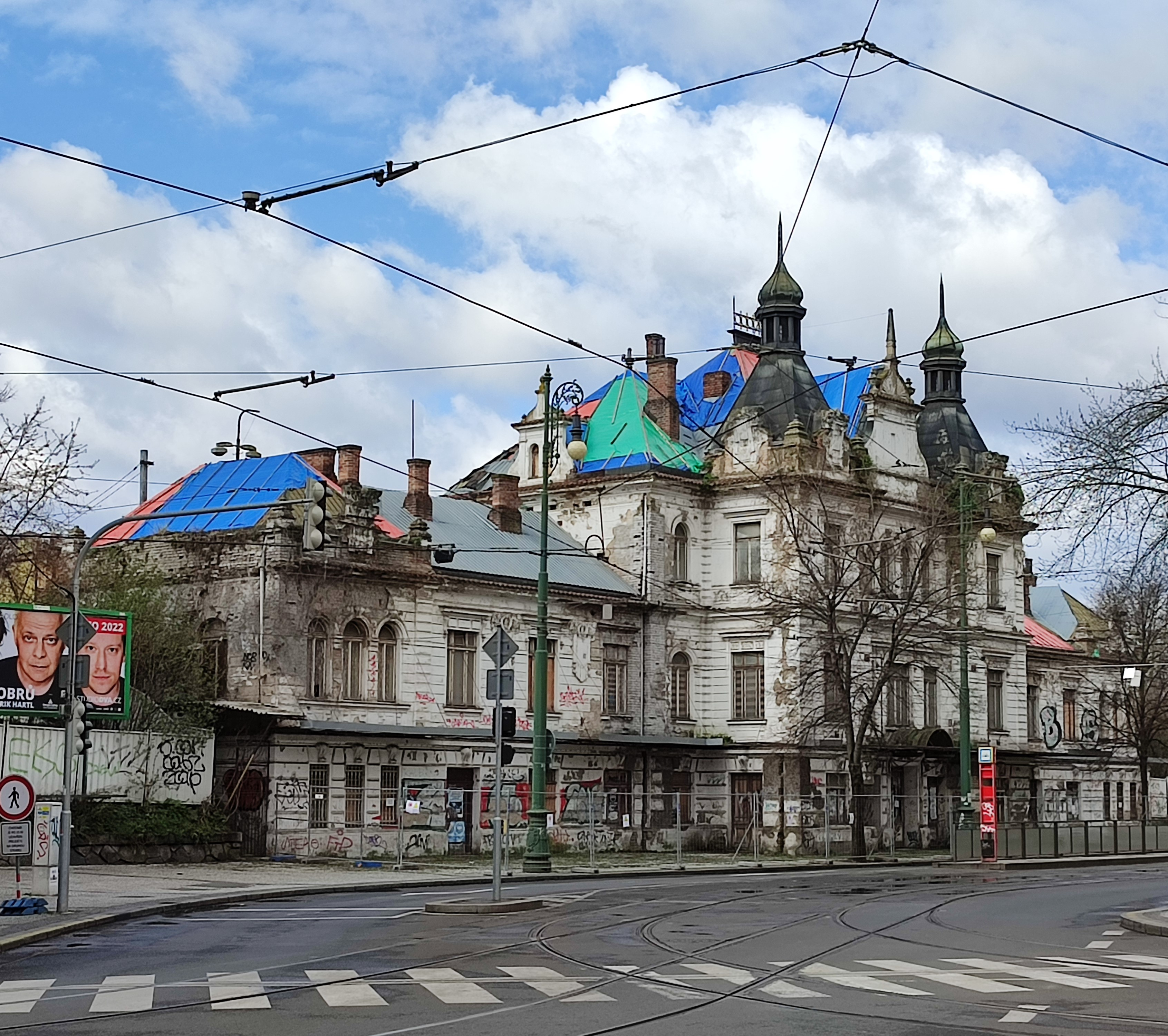
Vyšehradské nádraží, průčelí do Svobodovy ulice v dubnu 2022

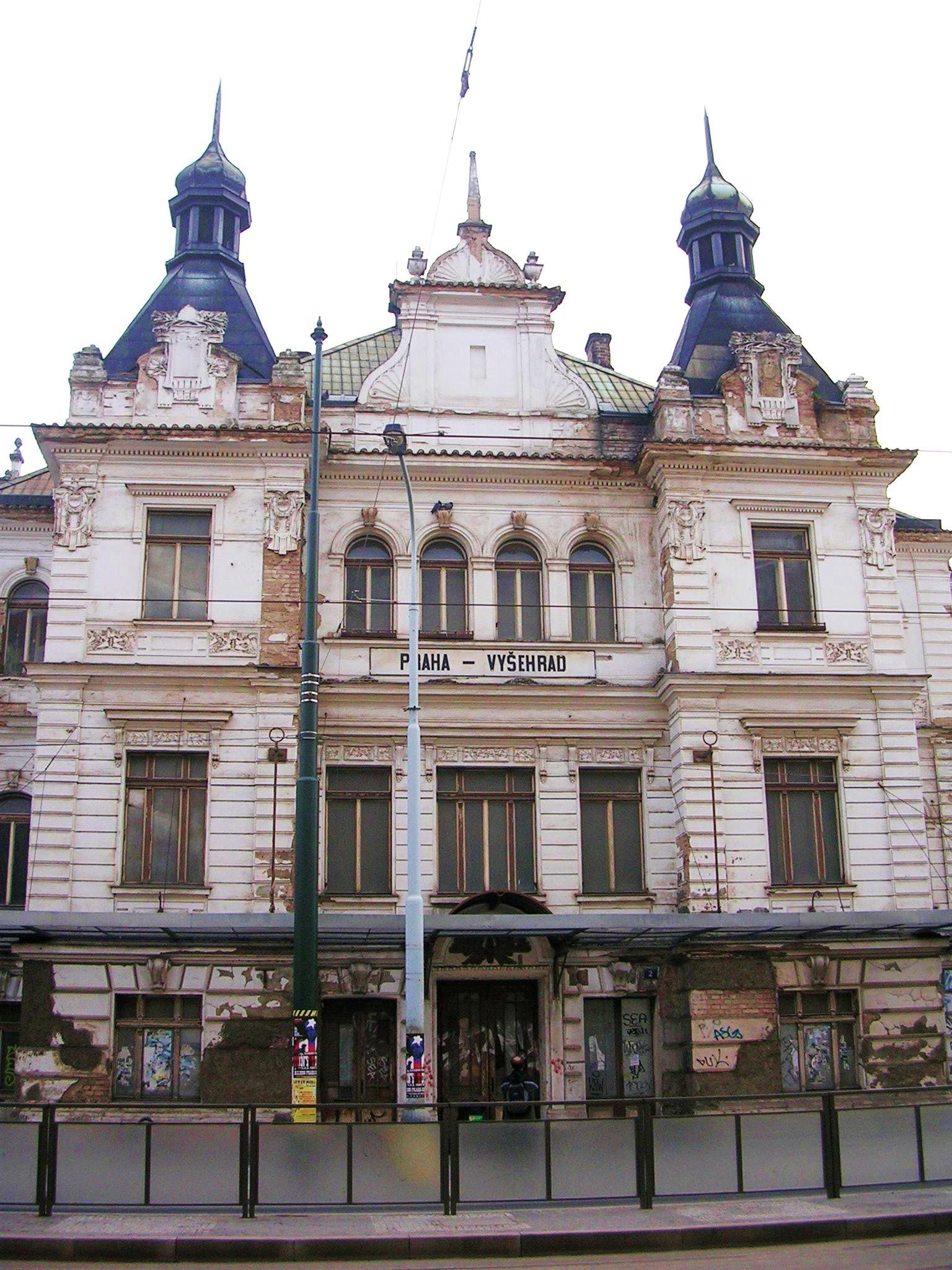
Střední část uličního průčelí nádražní budovy v roce 2008

Dvoupatrová nádražní budova sestávala z hlavní budovy při Svobodově ulici a z (nyní zbourané) čekárny na protější straně kolejiště. Hlavní budova je složená ze třítraktového objektu a přímých dvoutraktových křídel. Sedmiosé průčelí je stylově eklektické, boční rizality zakončují dv̟ě věžičky s novobarokními báněmi, mezi ně byl na sedlovou střechu vložen vějířovitý štít s novobarokními volutami a obeliskem, secesní jsou jen maskarony na pilastrech rizalitů. Interiér byl oproti jádru budovy secesní, většina štukové dekorace do roku 2022 vzala za své.
Autor budovy není znám, stavební plány předchozích i tohoto objektu se dochovaly od roku 1891 a jsou anonymní. Architekti nejsou doloženi. Historikové umění se domnívají, že stavby z let 1904-1905 mohl provést architekt Antonín Balšánek., podle architekta Zdeňka Lukeše to měl být architekt Jan Vejrych. V budově je bývalá dopravní kancelář, technologická zařízení a byty. Kancelář výpravčího byla v pohledu z ulice v 1. patře, v pohledu z nástupiště v přízemí.
Obvod Praha-Vyšehrad leží na dvoukolejné trati spojující stanice Praha hlavní nádraží a Praha-Smíchov a odbočuje z ní jednokolejná trať do Prahy-Vršovic. V obvodu se nacházejí tři dopravní koleje. Mezi dnešní první a třetí staniční kolejí byl původně (v době výstavby nádraží) hrázděný přístřešek kryjící vyústění podchodu na ostrovní nástupiště. Podchod v této stanici byl prvním nádražním podchodem v Praze.
Vedle nádražní budovy stál do ledna 2008 památkově ceněný přízemní domek bývalé čekárny z hrázděného zdiva.
Součástí objektu bývala socha lva z umělého kamene, malá kašna a postavy vodníka a medvěda. Vytvořila je na přelomu 40. a 50. let 20. století kamenická dílna poblíž stavědla 1 (u Nuselského mostu) a v roce 2001 zmizely, podle některých informací je kamenická dílna na nádraží jen zapůjčila a dnes jsou umístěny opět v její zahradě.

## Osud budovy po zrušení stanice

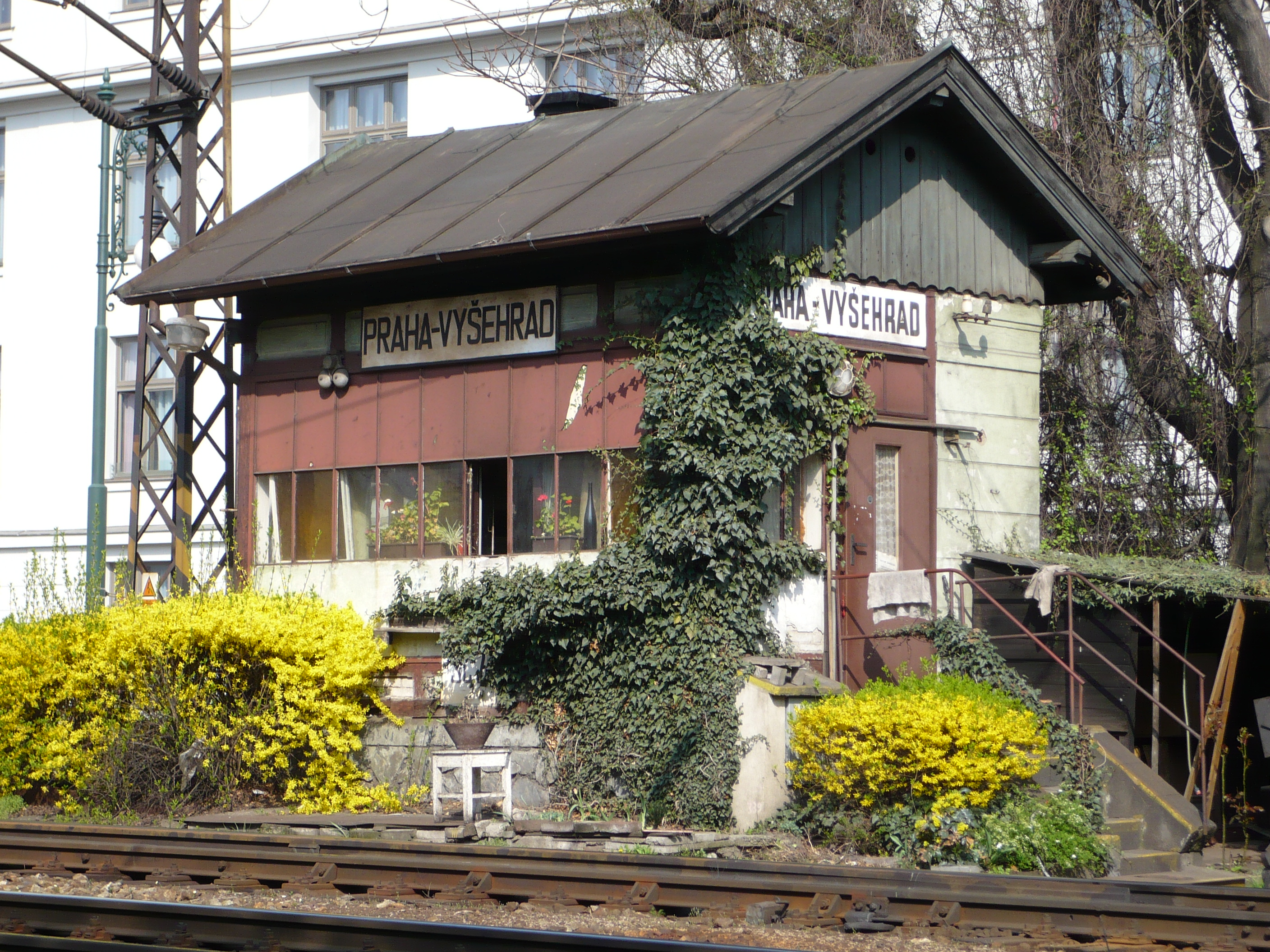
Stavědlo 2, na smíchovském zhlaví. V roce 2009 stále ještě obsazené signalistou

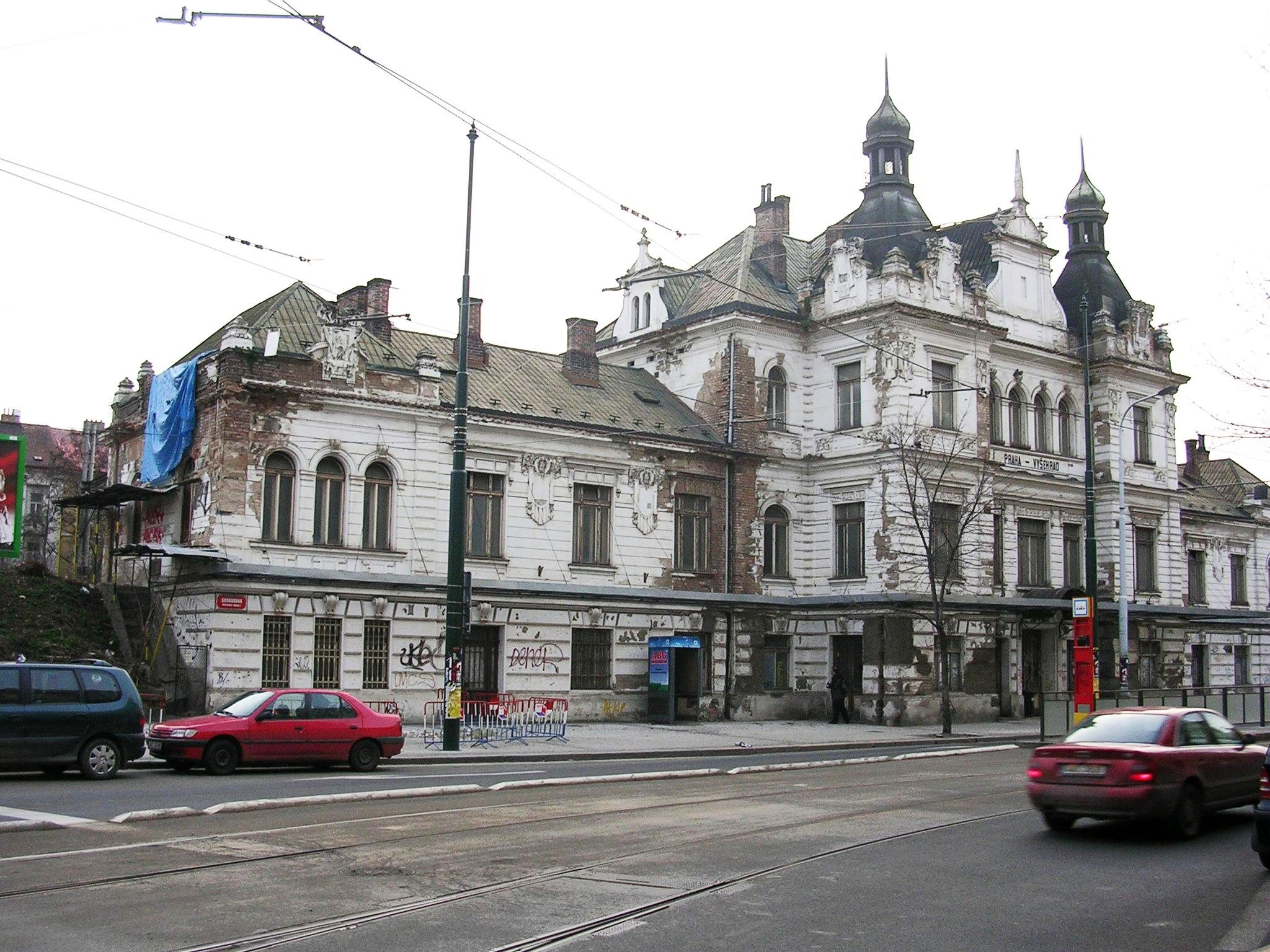
Stav nádraží budovy v roce 2008

Po roce 1980 (1988?) byla budova opravena, byla položena nová střešní krytina a byly zrekonstruovány některé vnější architektonické prvky, ale oprava se nezdařila a pod fasádu vnikla voda, která ji značně poškodila. V roce 2000 byly náklady na nutnou opravu odhadovány na 25 milionů Kč.
V roce 2000 jednaly ČD se dvěma vážnými zájemci o koupi budovy, jedna z firem obchodovala uměleckými předměty a nábytkem a druhá bylo nakladatelství, které mělo provozovat i antikvariát. V roce 2001 ministerstvo kultury vyhlásilo objekt nádraží kulturní památkou.
V roce 2001 se objevila společnost Nádraží s. r. o. a její představitel Ivan Mečl s projektem vybudovat zde multifunkční kulturní centrum s galerií, knihkupectvím, restaurací, barem, klubem a kinosálem. S Českými drahami s. o. uzavřela nájemní smlouvu a začala s přípravnými pracemi (stavebně-technické průzkumy, čištění kanalizace, úklid, projektová dokumentace…). Při transformaci Českých drah v roce 2003 došlo ke sporu, zda budova patří Českým drahám nebo Správě železniční dopravní cesty (SŽDC) a kdo z nich má podepisovat smlouvy na pronájem. V závěru roku 2004 ČD společně se SŽDC oznámily, že nájemní smlouvu pokládají za neplatnou, protože nájemce nesplnil termíny, ke kterým se zavázal. Společnost Nádraží podala k Obvodnímu soudu pro Prahu 1 na České dráhy i na SŽDC žaloby, v nichž žádá náhradu škod pro maření nájemní smlouvy. Ještě v roce 2007 nebyly žaloby rozhodnuty. Kolem roku 2006 bylo potvrzeno, že budova patří Českým dráhám, resp. že pozemky pod nádražím patří Českým dráhám a budovy SŽDC.
Uvažuje se o obnovení stanice. Protože však nynější nádraží stojí v oblouku, uvažuje se o zřízení zastávky v rovném úseku blíže Ostrčilovu náměstí. O objekt usilovala v roce 2007 městská část Praha 2, nabízela Českým drahám bezúplatný převod. Chtěla zde vybudovat kulturní a společenské centrum. Rada městské části také chtěla podat stížnost na nečinnost drážního úřadu, který jako speciální stavební úřad měl dohlížet, aby České dráhy budovu nenechaly zchátrat.
Do konce května 2007 bylo možno podávat Českým drahám nabídky do výběrového řízení na prodej nádražní budovy. Zadavatel nekladl žádné podmínky ohledně využití budovy. Údajně ve výběrovém řízení figurovala částka 40 milionů Kč.
Podle znaleckého posudku byla cena objektu 41 milionů Kč, náklady na opravy odhadovala městská část Praha 2 na 100 milionů Kč. Radní Prahy 2 vyjádřili názor, že za těchto podmínek nemůže koupit nádraží solidní kupec, ale spíše někdo, kdo v něm zřídí například kasino. Praze 2 bylo nabídnuto, aby se přihlásila do výběrového řízení, ale vzhledem k tomu, že nabízená částka by musela být předem odsouhlasena, čímž by vešla ve známost, Praha 2 by tak byla mezi ostatními účastníky soutěže znevýhodněna. Nový majitel měl z výběrového řízení vzejít někdy na přelomu srpna a září 2007.
V roce 2007 budovu a okolní areál koupila za 42,5 milionu Kč firma TIP Estate se sídlem ve Vraném nad Vltavou, jejímž vlastníkem je Wall Street Commercial Bank z malého městečka Veneta v Oregonu. Firma nezveřejnila svůj záměr s budovou a novinářům na dotazy neodpovídala.
V polovině února 2008 firma zbourala bez projednání s památkáři i s Drážním úřadem památkově chráněnou hrázděnou čekárnu na ostrůvku mezi kolejemi. Památkový odbor Magistrátu hl. m. Prahy jí za to začátkem června 2008 udělil pokutu v nejvyšší možné výši, tedy 100 000 Kč, vlastník budovy se proti rozhodnutí odvolal k ministerstvu kultury. Policie vyšetřuje zbourání čekárny pro podezření z trestného činu zneužívání vlastnictví (§ 258 trestního zákona).
Neoprávněné kácení keřů a stromů včetně vzrostlých lip a topolů šetřila v roce 2008 Česká inspekce životního prostředí a škodu odhadovala na půl milionu Kč, za poškození chodníku hrozila pokuta až 300 000 Kč.
31. března 2008 se vlastník budovy dohodl na spolupráci s ateliérem Omikron-K, který zastupuje architekt Martin Kotík. Koncem dubna měl být hotový první návrh studie na rekonstrukci a využití objektu, do konce července 2008 měla být hotová koncepční studie, která následně měla být projednávána s městskou částí, s městskými památkáři a s Národním památkovým ústavem. Praha 2 odmítla v roce 2009 plány na dostavbu budov kolem památkově chráněného bývalého nádraží. Budova nádraží by dle studie architekta Martina Kotíka ztratila svůj solitérní charakter a investor by nevybudoval byty.
V listopadu 2014 byla provedena náhrada původního elektromechanického zabezpečovacího zařízení moderním elektronickým zařízením. V souvislosti s touto změnou dopravna Praha-Vyšehrad již není trvale obsazena výpravčím a zabezpečovací zařízení je ovládáno primárně výpravčím „B“ železniční stanice Praha-Smíchov.[zdroj?]
Městská koalice z podzimu 2018, složená z Pirátů, Prahy sobě a Spojených sil pro Prahu, má usilování o odkup památkově chráněné budovy v programovém prohlášení. Poté, co deník E15 informoval, že je budova nabízena k prodeji, v červenci 2019 informoval Jan Chabr, městský radní pro správu majetku, že Praha se za stávajících podmínek nechystá budovu kupovat, protože cena, kterou za ni vlastník požaduje, je příliš vysoká a město těžko může cenově konkurovat soukromému investorovi, který počítá s výnosem z navazujícího projektu. Městská část Praha 2 se dlouhodobě snaží objekt dostat do svého majetku a uvažovala o tom, že by v nádraží a zamýšlené přístavbě vytvořila výstavní prostory pro Slovanskou epopej Alfonse Muchy. Podle místostarosty Prahy 2 Václava Vondráška však nemá městská část možnosti sama bez pomoci magistrátu stavbu zakoupit ani ji připravit pro případné umístění epopeje.
Koncem července 2021 zveřejnila média informaci, že existuje exekuční příkaz vydané z důvodu nezaplacených pokut uložených památkáři. Dlužná částka byla vyčíslena na zhruba 14,2 milionu korun, z pěti pokut vlastník uhradil pouze jednu. O exekuci soud rozhodl v polovině června, exekuční příkaz soudní exekutor vydal 14. července 2021. Do případné dražby se Praha podle radního pro městský majetek Jana Chabra hodlá přihlásit. Aktivisté z prostředí strany Pirátů iniciovali petici Zachráníme nádraží Vyšehrad, kterou do 11. dubna 2022 podepsalo 1103 účastníků, žádné výsledky nebyly zveřejněny.
V únoru 2023 při pokračujících sesunech dopadla část omítky i na vozovku před budovou nádraží. Vozovka je momentálně uzavřena. Chodník před nádražím je oplocen již delší dobu. Městská část Praha 2 podala na majitele budovy (RailCity vlastněná kyperskou společností Miquelira Limited) trestní oznámení pro podezření z obecného ohrožení z nedbalosti. Policie však neodhalila skutkovou podstatu trestného činu. Vlastník budovy mezitím neuhradil ani pokutu ve výši 1 200 000 Kč, která mu byla uložena Odborem památkové péče v březnu 2023.
Podle zprávy z února 2024 se majitelem  přes společnost Vyšehrad Rezidence stala zatím neznámá developerská firma. Právní zástupce firmy Ondřej Plánička uvedl, že kupujícím je renomovaná evropská developerská společnost. Uvedl, že záměrem je vytvořit „opravdu hezký projekt“, který odmítl blíže specifikovat. Podle informací Seznam zpráv za projektem stojí developer a investor Milorad Miško Miškovič, který se podílel na přeměně Karlína, a na místo plánuje projekt mikrobytů. Plánuje 1200 malometrážních bytů po celé Praze a nádraží Vyšehrad má být prvním mikrobytovým domem z tohoto projektu. Výstavba má trvat dva roky, mikrobyty mají plánovanou velikost 20–25 metrů čtverečních a cena za jeden byt se má pohybovat v rozmezí mezi 5 a 6 miliony korun.